# 西韩州
西韩州，唐朝时设置的州。
武德三年（620年）置，治所在河西县（今陕西省合阳县东南夏阳镇）。辖境相当今陕西省韩城市、合阳县等地。武德八年（625年），徙治韩城县（今韩城市）。貞觀八年（634年）废。
西韩州刺史
- 马迁（武德年间）
- 鹿裕（623年）
- 李元昌（631年）
- 权万纪（贞观年间）